# 湖钓

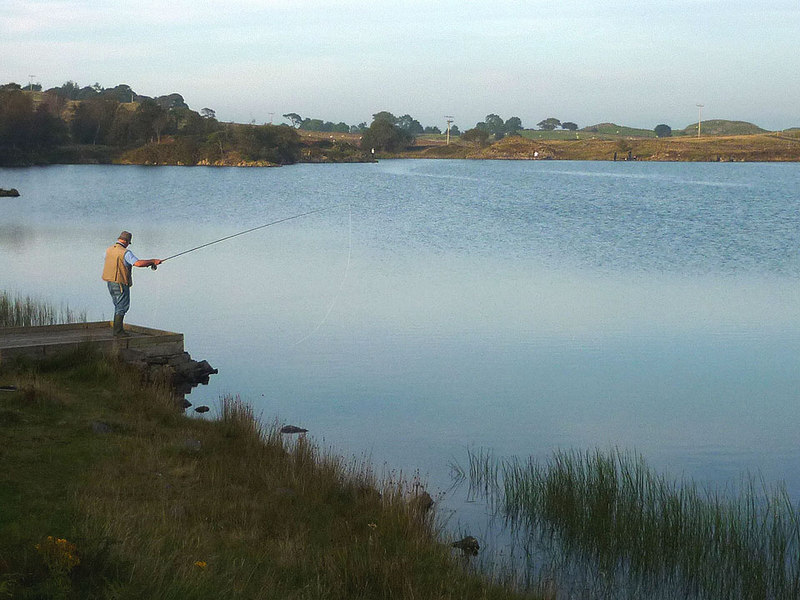
湖钓

湖钓（lake fishing）指钓鱼者在湖泊、水库、湿地等流速较缓的大型水体场所钓鱼，一般分作岸钓和船钓两大类。

## 类别

### 岸钓
岸钓指在湖泊、水库和湿地的岸边距离水位线很近的陆地上钓鱼，分作滩钓、矶钓和堤钓。

#### 滩钓
滩钓指的是在水体岸边靠近水位线或水深极浅的湖滩、或是较矮的栈桥上钓鱼。滩钓的平均水位是10米以内，长度也是10米以内，钓点讲究“直中寻湾，曲拣突岸”，钓竿可以使用手竿或海竿（抛竿）。

#### 矶钓
矶钓指站在凸出水面的岩石或礁石滩上进行垂钓，通常使用矶竿，立足之处通常地形十分崎岖复杂，但是周围的礁石丛中往往都伴生着极丰富的水生动植物栖息处，鱼源极为丰富。

#### 堤钓
堤钓指的是在湖泊、水库边的堤坝、桥梁或较高的栈桥上钓鱼。堤坝一般都由花岗石、水泥等建材修筑而成，因此环境比较整洁，水的深度平稳，钓鱼时有居高临下的优势。

### 船钓
船钓就是乘坐在船上钓鱼，可以根据湖泊、水库的环境、水情、鱼的分布等自由选择钓点，船钓可以使用拟饵（假饵），钓点一般选择港湾、水草繁茂、水产养殖的附近地方。

## 外部連結
- 釣魚頻道 （页面存档备份，存于）